# Loet Velmans
Louis Abraham (Loet) Velmans (Amsterdam, 18 maart 1923 – Sheffield, Massachusetts, 11 november 2016) was een Joodse Engelandvaarder.

## Jeugd
Velmans was het enige kind van de Amsterdamse diamantslijper Joseph Velmans (1890-1956) en Anna Cohen (1892-1979), die in de Bijenkorf inkoopster was. Zijn ouders trouwden op 28 februari 1918 in Amsterdam. Zij woonden in de Joodse buurt, waar in die tijd ongeveer 80.000 Joden woonden. In 1933 verhuisden zij naar Scheveningen.

## Oorlogsjaren
Loet, zijn ouders, zijn oom Rob Cohen en zijn neef Dik Speijer waren vijf van de 42 passagiers op de Zeemanshoop toen deze op 14 mei 1940 Scheveningen verliet. De volgende dag werden ze door een Engelse mijnenveger gered. In Engeland moest een nieuw bestaan worden opgebouwd. Een geestelijke raadde hun aan Loet naar Nederlands-Indië te sturen om daar zijn middelbare school af te ronden, ver weg van Hitler. P.S. Gerbrandy keurde goed dat de overheid hun een lening zou geven om de reis te betalen. Ze gingen met de trein naar Liverpool en voeren met de "Viceroy of India" van de Cunard Line naar Singapore. De reis duurde zeven weken.
In Batavia huurden zijn ouders een huis. De school was anders dan ze verwacht hadden, de leerkrachten waren vaak Nederlands, maar de klasgenoten waren meestal Indonesisch of Chinees. Er werd niet veel aandacht besteed aan de jonge vluchteling. In 1941 haalde hij zijn eindexamen en enkele maanden later moest hij in dienst bij het KNIL in Bandung. Na de capitulatie op 8 maart 1942 werd hij naar een krijgsgevangenenkamp gebracht. Na acht maanden werden ze op transport gezet naar Singapore, waar ze terechtkwamen in het krijgsgevangenenkamp in Changi met duizenden Britten en Australiërs. Vandaar gingen ze als slaaf per trein naar de beruchte Birmaspoorweg.
Toen de spoorweg voltooid was, werden ze teruggebracht naar Singapore. Daar deelde hij een cel met Chain Nussbaum, een orthodoxe rabbi, die bij Loet belangstelling voor het joodse geloof opwekte. Na de capitulatie van Japan kwamen Britse en Nederlandse troepen aan. Zelfs lord Mountbatten kwam op bezoek. Voor het eerst hoorde hij hoe het met de Joden in Europa ging. Hij ging in het verzet en schreef voor verzetskrant Oranje. In februari 1946 keerde hij terug naar Nederland.

## Na de oorlog
Terug in Nederland ging hij in Amsterdam studeren. Hij trouwde in 1949 met Edith van Hessen (1925-2023), die tijdens de oorlog was ondergedoken. Ze kregen een tweeling, meisjes, en emigreerden naar de Verenigde Staten. Velmans werkte voor een uitgeverij, woonde negentien jaar in Europa, waaronder van 1969-1974 in Londen. In 1974 ging hij terug naar New York en kwam hij in de Raad van Bestuur van de uitgeverij. Hij ging in 1986 met pensioen. 
Zijn echtgenote beschreef de oorlogsjaren in het boek Edith's Story. Haar broer, moeder en grootmoeder werden vergast. Het boek werd in tien talen vertaald.

## Memoires
- A Long Way Back to the Bridge on the River Kwai: Memories of World War II (2003, Arcade Publishing)
- From P.O.W. to C.E.O.: An After-War Memoir (2015, Van Horton Books)